# Ersatzsignal
Das Ersatzsignal ist ein Eisenbahnsignal, das die Vorbeifahrt an einem haltzeigenden oder gestörten Signal ohne schriftlichen Befehl erlaubt. Es wird unter diesem Namen und mit dieser Bedeutung nur in Deutschland und in Österreich verwendet. Der Name rührt daher, dass vor seiner Einführung zur Vorbeifahrt an einem Halt zeigenden oder gestörten Signal die Ausstellung eines schriftlichen Befehls nötig war, der durch dieses Signal nun ersetzt werden sollte, um die zeitraubende Befehlserstellung zu ersparen.

## Ersatzsignal in Deutschland
Das Ersatzsignal (Kurzbezeichnung Zs 1) ist ein Eisenbahnsignal aus der Gruppe der Zusatzsignale, das sich an Hauptsignalen befindet.
Es ordnet gemäß Signalbuch an: „Am Signal Hp 0 oder am gestörten Lichthauptsignal ohne schriftlichen Befehl vorbeifahren.“
Das Signal gilt an Formsignalen, die Halt (Hp 0) zeigen, und allen Lichthauptsignalen, die entweder Hp 0 zeigen oder gestört sind. Unter einer Störung wird dabei sowohl ein komplett dunkles Signal als auch ein zweifelhaftes oder ungültiges Signalbild, wie das Leuchten mehrerer widersprüchlicher Signallampen, verstanden. Solche Störungen können auftreten, wenn das Signal in die Fahrtstellung kommen soll, dies jedoch durch einen Fehler nicht vollständig geschieht. Dadurch können widersprüchliche, im Regelwerk nicht existierende Signalbilder entstehen.

### Signalbild
Das Signalbild gibt es in zwei Varianten.
- Drei weiße Lichter in Form eines A: Sie ist die ältere von beiden Varianten und wird nur noch im Bereich der ehemaligen Deutschen Bundesbahn an Form- und Lichtsignalen des H/V- und Sv-Signalsystems angewendet.
- Ein weißes Blinklicht: Im Signalbuch der Deutschen Reichsbahn wurde 1958 eine neue Form eingeführt. Hier ist das Signalbild ein weißes Blinklicht, das üblicherweise unterhalb der Hauptrotlaterne angeordnet ist. Es wurde zusammen mit dem neuen Hl-Signalsystem eingeführt. Im Ks-Signalsystem kommt nur noch diese Variante zur Anwendung. Bei Signalen, die auch das Signalbild Sh 1 bzw. Ra 12 zeigen können, wird eine der beiden Laternen für das Ersatzsignal mitbenutzt. Dadurch konnten Lichtpunkte eingespart werden.

### Geschichte
Vor der Einführung des Zugfunkes musste sich der Zugführer (nicht der Triebfahrzeugführer) insbesondere bei einem unplanmäßigen Halt an einem Einfahr- oder Blocksignal am Signalfernsprecher melden, bekam dann den schriftlichen Befehl vom Fahrdienstleiter diktiert und übergab dann einen Durchschlag dem Triebfahrzeugpersonal. Dazu waren in den Signalfernsprecherschränken Befehlsvordrucke ausgelegt. Der Zugfunk vereinfachte die Befehlsübermittlung, doch ist sie noch immer nur im Stand zulässig. Wenn der Zugfunk gestört ist, muss unter Umständen ein Bote den Befehl zum stehenden Zug bringen. Aus diesen Gründen wurde nach einer Möglichkeit gesucht, den Betrieb trotz Störungen flüssig zu halten.
Erstmals zur Anwendung kam das Ersatzsignal bei der Aufstellung von Lichttagessignalen auf der Lichterfelder Vorortbahn 1926 sowie in großem Stil bei der Großen Elektrisierung der Berliner Stadt-, Ring- und Vorortbahnen ab 1928. Bei der dichten Zugfolge von rund zweieinhalb Minuten wirkte sich die durch die Ausstellung des Befehls auftretende Verspätung des betroffenen Zuges auch auf die nachfolgenden Züge aus. Das Signal ersetzte den schriftlichen Befehl A, Punkt d, (später Punkt b) der die Vorbeifahrt an einem Halt zeigenden oder gestörten Hauptsignal zuließ. Das Signalbild zeigte entsprechend drei weiße Lichter in Form eines A. Das Signal war zunächst in die Vorläufigen Sondervorschriften aufgenommen worden und galt nur für die Berliner Vorortzüge. In der Neufassung der Eisenbahn-Signalordnung vom 1. April 1935 wurde das Ersatzsignal als Signal Ve 5 in der Gruppe der Fahrverbot- und Fahrerlaubnissignale reichsweit eingeführt. Später wurde die Signalbezeichnung in Zs 1 geändert.
Die Deutsche Reichsbahn führte gleichzeitig mit den Hl-Signalen 1959 das Ersatzsignal mit einem weißen Blinklicht als Zs 1 ein, das bisherige Signal mit drei Lichtern wurde als Zs 1a weitergeführt. Mit der Neuherausgabe des Signalbuchs 1971 erhielt diese Variante die Bezeichnung Zs 101 und wurde damit als auslaufendes Signal geführt, das nicht mehr neu aufgestellt werden sollte. Gleichzeitig führte die Reichsbahn das Handersatzsignal Zs 1 H ein, mit dem der Befehl A, Punkt c – Einfahrt oder Weiterfahrt vom falschen Gleis – unter bestimmten Voraussetzungen mit einem Handzeichen – langsames horizontales Bewegen einer grün abgeblendeten Lampe –  ersetzt werden durfte. Das Signal durfte nur dort gegeben werden, wo es laut Bahnhofsbuch zugelassen war. Das Handersatzsignal wurde 1992 wieder abgeschafft.
In den 1960er- und 1970er-Jahren wurde das Zugpersonal der Deutschen Bundesbahn dafür sensibilisiert, dass bei tiefstehender Sonne das Aufleuchten des Ersatzsignals vorgetäuscht werden kann und es daher besonders sorgfältig zu beobachten war.
Mit der Einführung des Ks-Signalsystems ab 1993 kam das blinkende Ersatzsignal auch dort zum Einsatz. Ab dem 30. November 1995 wurde die Gültigkeit auch auf die alten Bundesländer ausgedehnt.

### Betriebliche Handlungen
Ersatzsignale werden von dem Stellwerk aus bedient, zu dem auch das zugehörige Hauptsignal gehört. Nur der dort tätige Mitarbeiter kann die nötigen Sicherungen vornehmen. Die für die Sicherung der Fahrstraße vorhandenen Einrichtungen sind zu benutzen, sofern sie benutzbar sind. Fahrstraßenhebel in mechanischen beziehungsweise Fahrstraßensignalhebel in elektromechanischen Stellwerken sind auch beim Fehlen von sonstigen Voraussetzungen bis in die Hilfsstellung umlegbar und verschließen so die Weichen und Flankenschutzeinrichtungen in der richtigen Lage. Ausnahmen sind Störungen an Weichen, Gleissperren und Sperrsignalen, sofern diese für die Fahrstraße verschlossen sein müssen. In Relaisstellwerken entspricht dies dem Verschluss der Fahrwegweichen, in diesem Fall ist eine Hilfssperre auf die Fahrstraßenrücknahmetaste (FRT) zu setzen. Bei Fahrwegen, für die keine Fahrstraßen bestehen, beispielsweise bei Fahrten aus dem oder in das Gegengleis bei Bauzuständen, ist ersatzweise die Fahrstraße der Gegenrichtung als Hilfsfahrstraße einzustellen. Ist nichts in dieser Form nutzbar, müssen sämtliche Fahrwegelemente einzeln gesichert werden, bei älteren Stellwerken durch Hilfssperren, bei Spurplanstellwerken durch Bedienungsausschaltung. Der Weichenselbstlauf ist auszuschalten. Diese Hilfsmaßnahmen sind nicht erforderlich, wenn sich die Fahrstraße einstellen und festlegen lässt und nur keine Signalfahrtstellung erfolgt. Während die Einschaltung beziehungsweise Freigabe des Ersatzsignals bei mechanischen und elektromechanischen Stellwerken jederzeit möglich ist, prüfen einige Relais- und viele elektronische Stellwerke einige technische Voraussetzungen ab. So muss in der Regel der Gleisabschnitt vor dem Signal als besetzt gemeldet sein. Da Zugfahrten nur unter Verantwortung eines Fahrdienstleiters erfolgen dürfen, sind Ersatzsignale, die von Wärterstellwerken aus bedient werden, befehlsabhängig geschaltet. Das ist die einzige regelmäßig vorhandene Abhängigkeit.
Bei Fahrten auf die freie Strecke muss der zuständige Fahrdienstleiter Rückmelden einführen (bei nichtselbsttätigem Streckenblock) beziehungsweise eine Einzelräumungsprüfung für den zuletzt abgelassenen Zug einholen. Andernfalls muss der abzulassende Zug den betreffenden (und ggf. den folgenden) Abschnitt auf Sicht befahren.
Ist die Fahrstraße von einem anderen Stellwerk abhängig, muss die Fahrwegsicherung und Gleisfreimeldung (zusätzlich) durch eine (fern-)mündliche Fahrwegsicherungsmeldung durch den Bediener dieses Stellwerks gewährleistet werden. Die Fahrwegsicherungsmeldung ist grundsätzlich vor einer Zugfahrt mit besonderem Auftrag an den Fahrdienstleiter abzugeben und im Fernsprechbuch einzutragen. Die Bedienung des Ersatzsignals erfolgt wiederum technikabhängig entweder durch eine Einzeltaste, durch Zweitastenbedienung oder bei elektronischen Stellwerken über das kommandofreigabepflichtige Kommando EE1 oder EE2 am Startsignal. Jede Ersatzsignalbedienung wird gezählt und muss als Schutz vor missbräuchlicher Bedienung im Nachweis der Zählwerke nachgewiesen werden. Bei elektronischen Stellwerken und Relaisstellwerken mit Störungs- und Protokolldrucker sind die Ausdrucke aufzubewahren, sofern das Stellwerk nicht eine elektronische Dokumentation (Doku) führt. Dies ist bei allen neueren elektronischen Stellwerken der Fall. Gezählt wird in jedem Fall auf dem Stellwerk, das die Ersatzsignalstellung unmittelbar auslöst.
Die betrieblichen Handlungen für eine Zugfahrt mit besonderem Auftrag sind zu beachten. Die ungenügende Beachtung dieser Regelungen durch den Triebfahrzeugführer war ursächlich für den Eisenbahnunfall von Brühl im Jahr 2000.

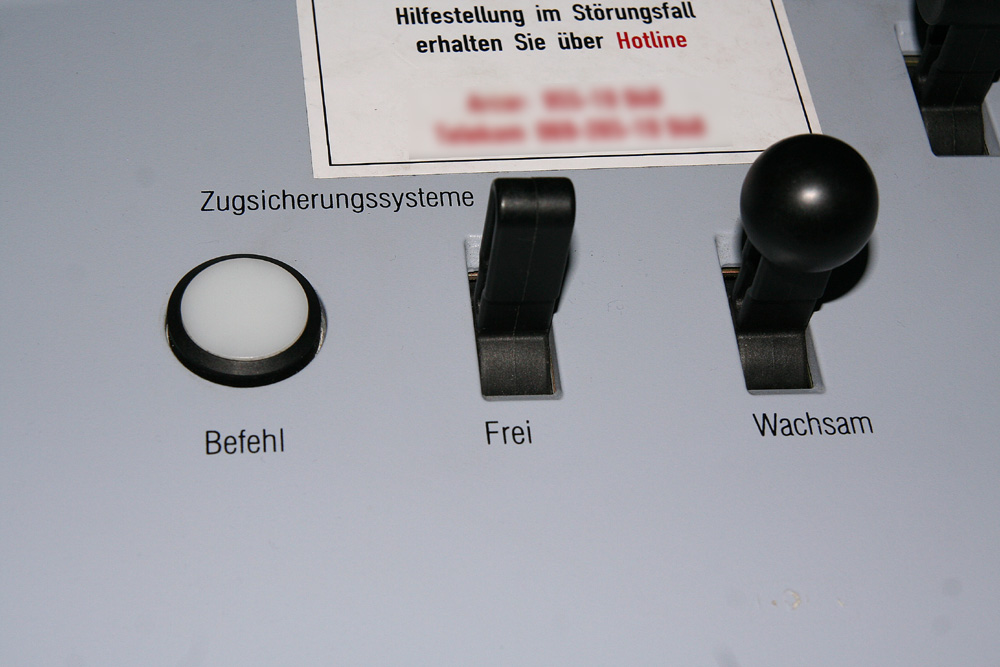
Befehlstaste (links) der Punktförmigen Zugbeeinflussung auf einem ICE T

Vorhandene Zugbeeinflussungseinrichtungen bleiben wirksam. Bei Nutzung des Zugbeeinflussungssystems PZB 90 ist daher wegen des am Hauptsignal vorhandenen 2000-Hz-Magnetes die Befehlstaste zu drücken, bis der Leuchtmelder „Befehl 40“ nach der 2000-Hz-Beeinflussung erscheint. Im Zeitpunkt der Beeinflussung überwacht das Fahrzeuggerät der PZB 90 die Einhaltung einer Geschwindigkeit von 45 km/h (darin sind 5 km/h Toleranzgeschwindigkeit enthalten).
Als betriebliche Hilfshandlung stellt die Bedienung des Ersatzsignals eine Verringerung des Sicherheitsniveaus dar, da die technische Sicherung nicht oder nicht mehr vollständig gegeben ist. Sie darf nur durchgeführt werden, wenn durch betriebliche Ersatzmaßnahmen des Fahrdienstleiters sichergestellt ist, dass keine Gefährdung eintreten kann. Beim Eisenbahnunfall von Berlin-Wannsee im Jahr 1993, beim Eisenbahnunfall von Schrozberg im Jahr 2003, beim Eisenbahnunfall von Bad Aibling im Jahr 2016 und beim Eisenbahnunfall von Meerbusch-Osterath im Dezember 2017 wurde ein Zug auf Ersatzsignal in einen Gleisabschnitt eingelassen, in dem ein anderer Zug entgegenkam bzw. wartete.
Das Ersatzsignal gilt auch weiter, wenn es erlischt, bevor die Zugspitze am Signal vorbeigefahren ist. Der Hintergrund dieser betrieblichen Regelung ist, dass in einigen Stellwerksbauformen das Ersatzsignal nach 90 Sekunden automatisch erlischt und eine erneute Bedienung zu Verzögerungen führt, die mit dem Ersatzsignal vermieden werden sollten. Zusätzlich erschwert eine mehrfache Bedienung des Ersatzsignals für dieselbe Zugfahrt die Nachweisführung der Bedienung. Das Ersatzsignal kann, abhängig von der Stellwerksbauform, mit der Signalhalttaste (Sh) oder Haltgruppentaste (HaGT) und gegebenenfalls der Signaltaste, in elektronischen Stellwerken durch eine entsprechende HaGT-Bedienung auf dem Lupenbild, wieder gelöscht werden. Aufgrund der betrieblichen Regelung lässt sich ein bereits anfahrender Zug damit nicht wieder anhalten. In diesem Fall ist bei Gefahr ein Nothaltauftrag zu erteilen.
Das Ersatzsignal kann auch an „virtuellen“ Signalen (ETCS-Halttafel, Blockkennzeichen) eingerichtet werden.
Im Betrieb mit ETCS Level 2 in Deutschland wird bei einem aktiven Ersatzsignal eine Fahrterlaubnis in der Betriebsart Vollüberwachung (FS, Full Supervision) mit einer zulässigen Geschwindigkeit von 40 km/h erteilt. Dies gilt auch, wenn das Ersatzsignal am ETCS-Einstiegssignal aktiv ist.

### Anwendungsfälle
Das Ersatzsignal wird benutzt, wenn ein Hauptsignal nicht bedienbar ist oder nicht in Fahrtstellung kommt. Gründe können sein:
- Störungen:
  - Signalstörung: Beim Ausfall einer Lampe oder der sonstigen Signalschaltung, bei Formsignalen zusätzlich Schwergang durch Schmiermängel, Frost und Schnee sowie durch Vegetation oder bei Drahtbruch in der Stellleitung.
  - Fahrstraßenstörung: Die benötigte Fahrstraße lässt sich nicht einstellen, sie erreicht nicht den Verschlusszustand, sie legt nicht fest oder die Überwachung tritt nicht ein.
  - Störung an der Gleisfreimeldung: Fehlerhafte Besetztmeldung (Rotausleuchtung), obwohl sich tatsächlich kein Fahrzeug im Gleisfreimeldeabschnitt befindet. In diesem Fall werden betroffene Fahrstraßen ebenfalls nicht festgelegt.
  - Blockstörung beim Streckenblock einschließlich Erlaubniswechsel, in Altanlagen auch beim Bahnhofsblock
  - Weichenstörungen (fallweise nach örtlicher Sicherung)
- Behelfsweise Fahrwege, für die keine Fahrstraße vorhanden ist:
  - an Einfahrsignalen am Gegengleis, wenn es nicht voll ausgerüstet ist oder keine Fahrstraße besteht (lange Ausrüstungsstandard bei signalisiertem Falschfahrbetrieb, bei Neuplanungen nicht mehr zulässig)
  - bei Bauzuständen, wenn es durch eine Betriebs- und Bauanweisung (Betra) angeordnet wird

Für Ausfahrten in das Gegengleis ist das Gegengleisfahrt-Ersatzsignal (Zs 8) vorgesehen, es sei denn, am Signal befindet sich ein Gegengleisanzeiger als Formsignal. Dann darf ein Ersatzsignal zur Fahrt in das Gegengleis auch hier ausschließlich im Störungsfall gegeben werden. Im Netz der alten Deutschen Bundesbahn ist auch eine Kombination von Zs 1 in Verbindung mit einem freistehenden Gegengleisanzeiger (Zs 6) vor der Überleitung ins Gegengleis üblich.
Außer in seltenen Altanlagen ist ein Hauptsignal nicht gleichzeitig mit einem Ersatz- und einem Vorsichtsignal (Zs 7) ausgerüstet.
Im Kern des Digitalen Knotens Stuttgart werden durchgängig statt (virtuellen) Ersatzsignalen Vorsichtsignale projektiert, da diese ohne zeitaufwendigen Befehl bedient werden dürfen: Nach schweren Eisenbahnunfällen erließ DB Netz im Jahr 2018 die Weisung, dass der jeweils erste Zug nach dem Eintritt einer Störung zusätzlich zum Ersatzsignal einen schriftlichen Befehl zum Fahren auf Sicht erhalten muss.

### Planungsrichtlinien

Symbol eines Ersatzsignals (Zs 1) in sicherungstechnischen Plänen

Das Ersatzsignal darf im Neubau an allen Hauptsignalen vorgesehen werden. Es darf jedoch nur alternativ zu einem Vorsichtsignal geplant werden. Ob ein Ersatzsignal oder ein Vorsichtsignal zum Einsatz kommt, ist mit dem Betrieb im Rahmen der betrieblichen Aufgabenstellung (BAst) abzustimmen. Im Regelfall kommt es an Ausfahr- und Blocksignalen zum Einsatz, während an Einfahr- und Zwischensignalen von ferngesteuerten und damit betrieblich nicht besetzten Bahnhöfen Vorsichtsignale verwendet werden. Da in den üblichen Hauptsignalschirmen bereits Lichtpunkte für das Ersatzsignal vorgesehen sind und die Kosten für die Kabelverlegung vor allem vom Kabeltiefbau (und nur in geringem Maß von der Aderanzahl) abhängen, ist der Einbau kaum mit Mehrkosten verbunden. Das Symbol im sicherungstechnischen Lageplan ist eine nach oben zeigende offene Spitze, die über dem zugehörigen Hauptsignal steht.

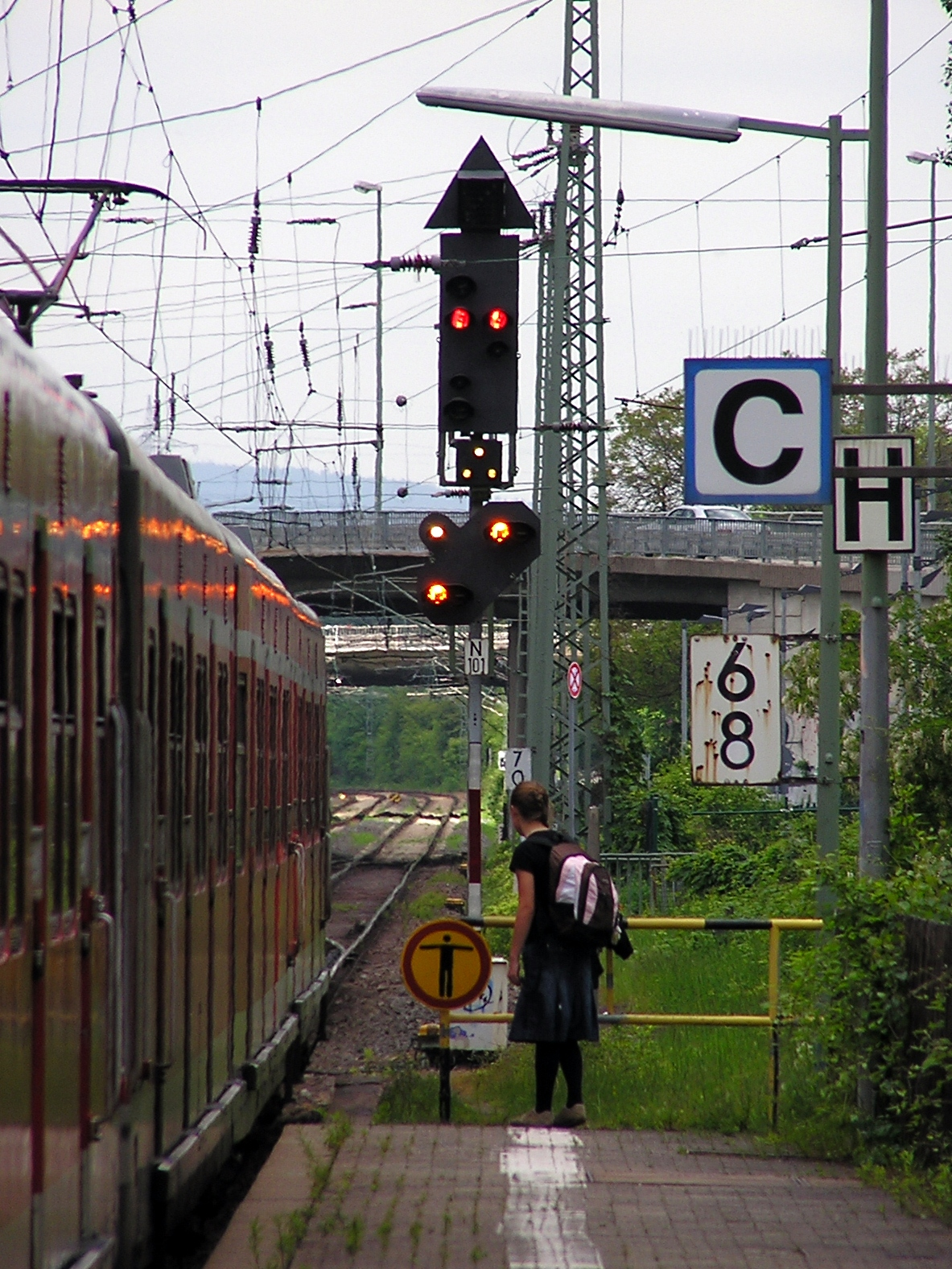
Eingeschaltetes Ersatzsignal an einem H/V-Lichthauptsignal
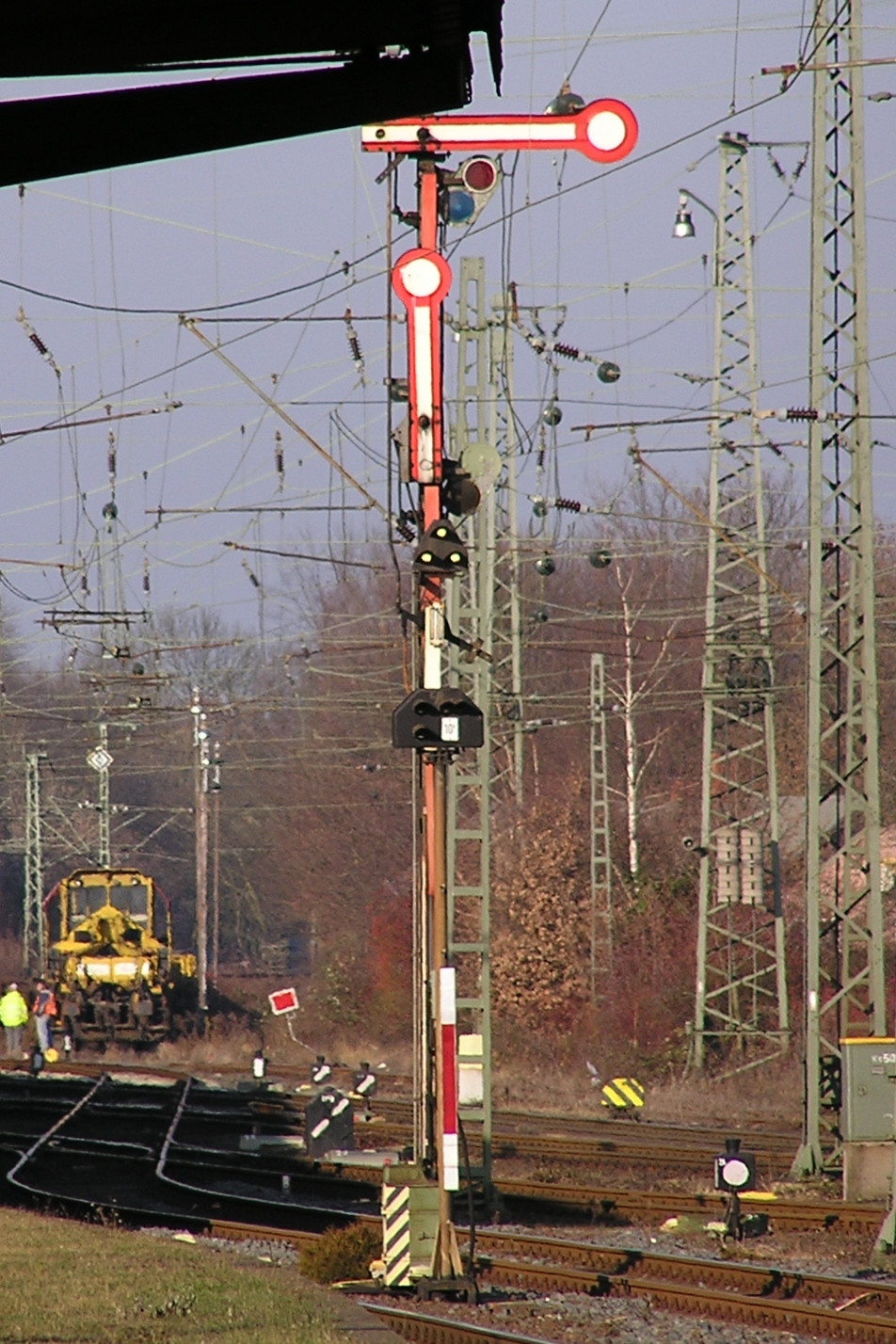
Eingeschaltetes Ersatzsignal an einem Formhauptsignal (Hier: als Gegengleis-Ersatzsignal)
Ersatzsignal auf einem Hl-Signalschirm

## Ersatzsignal in Österreich

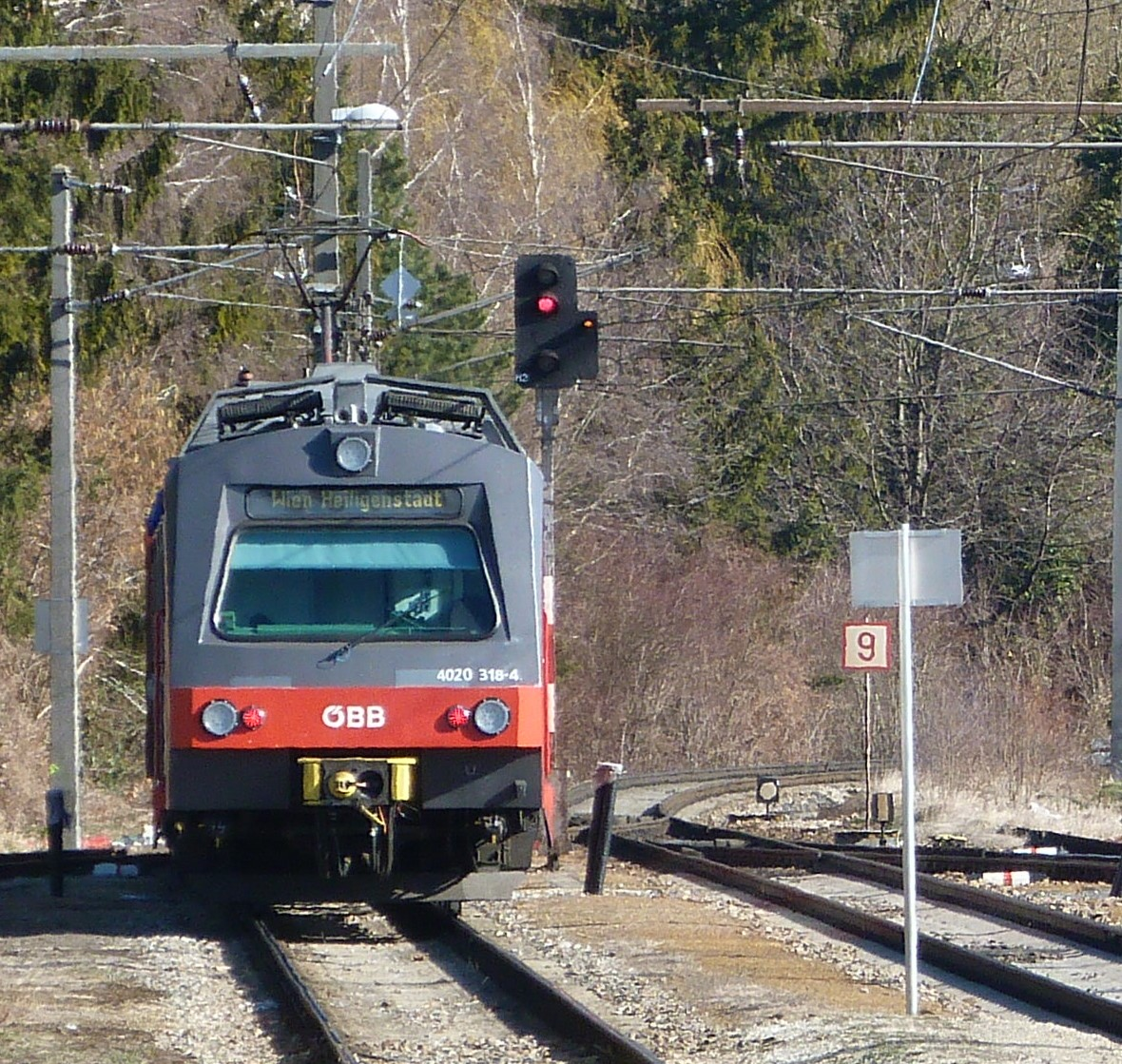
Ausfahrt auf Ersatzsignal

Das Ersatzsignal verständigt gemäß dem österreichischen Signalbuch den Zug über die Untauglichkeit von Haupt- und Schutzsignalen; es erlaubt die Vorbeifahrt an diesen Signalen mit höchstens 40 km/h (auf Schmalspurbahnen mit höchstens 20 km/h). Als Signalbild wird ein weißes blinkendes Licht verwendet.